# Eudirshia koba
Eudirshia koba är en insektsart som beskrevs av Roger Roy 1961. Eudirshia koba ingår i släktet Eudirshia och familjen Euschmidtiidae. Inga underarter finns listade i Catalogue of Life.